# Luitpold di Baviera
Luitpold di Baviera (in tedesco:  Luitpold Karl Joseph Wilhelm Ludwig von Bayern; Würzburg, 12 marzo 1821 – Monaco di Baviera, 12 dicembre 1912) fu Principe Reggente di Baviera dal 1886 al 1912, a causa delle malattie mentali dei suoi nipoti Ludovico II e Ottone.

## Biografia

### Infanzia
Luitpold nacque a Würzburg, come terzogenito maschio del re Ludovico I di Baviera e di sua moglie, Teresa di Sassonia-Hildburghausen. Era uno dei fratelli minori del re Massimiliano II di Baviera e del re Ottone di Grecia. Luitpold era nella linea di successione al trono di Baviera e fu anche l'erede presuntivo al trono di Grecia, dal momento che suo fratello Ottone non aveva figli. Tuttavia, la legge greca di successione esigeva che l'erede di Ottone dovesse appartenere alla chiesa ortodossa orientale. Ottone fu deposto nel 1862 e sostituito da un principe danese, che divenne re Giorgio I di Grecia. Ottone morì nel 1867, lasciando Luitpold e la sua discendenza come rappresentanti della rivendicazione al trono greco. Tuttavia, Luitpold non perseguì tale pretesa.
All'età di quattordici anni, Luitpold si arruolò nell'esercito bavarese e fu promosso capitano di artiglieria nel 1835. Durante le rivoluzioni del 1848 il principe Luitpold mediò e agevolò un'udienza di cittadini scontenti con il padre. Durante il regno di suo fratello Massimiliano II (1848–64), Luitpold non giocò un ruolo politico significativo.
Durante il regno di suo nipote Ludovico II (1864–1886), il principe Luitpold doveva sempre rappresentare la casa reale a causa della lunga assenza del re dalla capitale. Nella guerra austro-prussiana del 1866 Luitpold era comandante della 3ª Divisione. Nel 1869 diventò Ispettore Generale dell'esercito bavarese, durante la guerra franco-prussiana rappresentò la Baviera nel quartier generale del personale. In tale veste consegnò la Kaiserbrief di Ludovico II al re prussiano Guglielmo I il 3 dicembre 1870, che gli offriva la corona dell'Impero tedesco. Nel 1876 Luitpold fu nominato feldmaresciallo.

### Principe Reggente

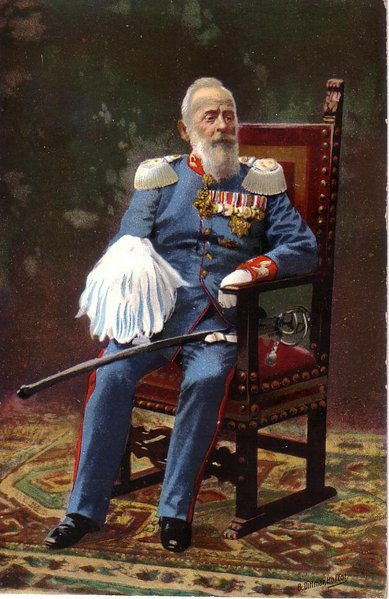
Ritratto ufficiale del Principe Reggente nel 1911, in occasione del suo 90º compleanno

Il 10 giugno 1886 il nipote, re Ludovico II, venne dichiarato incapace di intendere e Luitpold venne nominato Principe Reggente. Alla morte del nipote, avvenuta alcuni giorni dopo, continuò ad essere reggente anche per il nuovo re Ottone I. Luitpold continuerà a svolgere il suo ruolo di reggente fino alla propria morte. Venne sepolto nella Theatinerkirche.
Alla sua morte la reggenza passò a suo figlio Ludovico che, un anno più tardi, in seguito alla deposizione del cugino Ottone I, diventerà a sua volta re di Baviera con il nome di Ludovico III.

## Matrimonio
Il 1 aprile 1844, a Firenze, Luitpold sposò l'arciduchessa Augusta d'Austria, seconda figlia femmina del granduca Leopoldo II di Toscana. Luitpold e Augusta ebbero quattro figli:
- Ludovico III (1845–1921) sposò l'arciduchessa Maria Teresa d'Austria-Este; ebbe figli;
- Leopoldo Massimiliano Giuseppe Maria Arnolfo, principe di Baviera (1846–1930). Sposò l'arciduchessa Gisella d'Austria; ebbe figli;
- Teresa Carlotta Marianna Augusta, principessa di Baviera (1850–1925);
- Francesco Giuseppe Arnolfo Adalberto Maria, principe di Baviera (1852–1907), sposò la principessa Teresa del Liechtenstein, ebbero un figlio.

## Eredità
Luitpold ha avuto una grande passione per le arti. Gli anni di Luitpold come reggente furono contrassegnati da un'enorme attività artistica e culturale in Baviera. La Baviera prosperò sotto un governo liberale e Monaco divenne un centro culturale. Thomas Mann scrisse che in quel periodo "München glänzte" (1902 Gladius Dei). Schwabing divenne un importante quartiere per artisti a Monaco.
Ci sono numerose strade nelle città e cittadine bavaresi chiamate Prinzregentenstrasse o Luitpoldstrasse. Molte istituzioni sono nominate in onore di Luitpold tra cui il Prinzregententheater a Monaco e la Luitpoldarena e la Luitpoldhalle a Norimberga. Nel 1891 Luitpold fondò il Luitpold Gymnasium a Monaco di Baviera. Prinzregententorte è una torta a più strati con crema al burro e al cioccolato, chiamata così in suo onore, così come la nave SMS Prinzregent Luitpold della Marina imperiale tedesca e la costa Luitpold.
La grande passione di Luitpold, oltre alle arti, era la caccia e le sue leggendarie cacce si svolgevano in tutta la Baviera.

## Ascendenza
|                                       |                                                 |                                                        | Genitori                                                              |  |  | Nonni |  |  | Bisnonni                                   |  |  | Trisnonni                                |  |
|                                       |                                                 |                                                        |                                                                       |  |  |       |  |  | Federico Michele di Zweibrücken-Birkenfeld |  |  | Cristiano III del Palatinato-Zweibrücken |  |
|                                       |                                                 |                                                        |                                                                       |  |  |       |  |  | Federico Michele di Zweibrücken-Birkenfeld |  |  | Cristiano III del Palatinato-Zweibrücken |  |
|                                       |                                                 | Carolina di Nassau-Saarbrücken                         |                                                                       |  |  |       |  |  | Federico Michele di Zweibrücken-Birkenfeld |  |  |                                          |  |
| Massimiliano I Giuseppe di Baviera    |                                                 |                                                        |                                                                       |  |  |       |  |  | Federico Michele di Zweibrücken-Birkenfeld |  |  |                                          |  |
|                                       |                                                 | Maria Francesca del Palatinato-Sulzbach                | Giuseppe Carlo del Palatinato-Sulzbach                                |  |  |       |  |  |                                            |  |  |                                          |  |
|                                       |                                                 | Maria Francesca del Palatinato-Sulzbach                | Giuseppe Carlo del Palatinato-Sulzbach                                |  |  |       |  |  |                                            |  |  |                                          |  |
|                                       |                                                 | Maria Francesca del Palatinato-Sulzbach                | Elisabetta Augusta Sofia del Palatinato-Neuburg                       |  |  |       |  |  |                                            |  |  |                                          |  |
| Ludovico I di Baviera                 |                                                 | Maria Francesca del Palatinato-Sulzbach                |                                                                       |  |  |       |  |  |                                            |  |  |                                          |  |
|                                       |                                                 | Giorgio Guglielmo d'Assia-Darmstadt                    | Luigi VIII d'Assia-Darmstadt                                          |  |  |       |  |  |                                            |  |  |                                          |  |
|                                       |                                                 | Giorgio Guglielmo d'Assia-Darmstadt                    | Luigi VIII d'Assia-Darmstadt                                          |  |  |       |  |  |                                            |  |  |                                          |  |
|                                       |                                                 | Giorgio Guglielmo d'Assia-Darmstadt                    | Carlotta Cristina Maddalena Giovanna di Hanau-Lichtenberg             |  |  |       |  |  |                                            |  |  |                                          |  |
| Augusta Guglielmina d'Assia-Darmstadt |                                                 | Giorgio Guglielmo d'Assia-Darmstadt                    |                                                                       |  |  |       |  |  |                                            |  |  |                                          |  |
|                                       |                                                 | Maria Luisa Albertina di Leiningen-Dagsburg-Falkenburg | Cristiano Carlo Reinardo di Leiningen-Dachsburg-Falkenburg-Heidesheim |  |  |       |  |  |                                            |  |  |                                          |  |
|                                       |                                                 | Maria Luisa Albertina di Leiningen-Dagsburg-Falkenburg | Cristiano Carlo Reinardo di Leiningen-Dachsburg-Falkenburg-Heidesheim |  |  |       |  |  |                                            |  |  |                                          |  |
|                                       |                                                 | Maria Luisa Albertina di Leiningen-Dagsburg-Falkenburg | Caterina Polissena di Solms-Rödelheim-Assenheim                       |  |  |       |  |  |                                            |  |  |                                          |  |
| Luitpold di Baviera                   |                                                 | Maria Luisa Albertina di Leiningen-Dagsburg-Falkenburg |                                                                       |  |  |       |  |  |                                            |  |  |                                          |  |
|                                       | Ernesto Federico III di Sassonia-Hildburghausen | Ernesto Federico II di Sassonia-Hildburghausen         |                                                                       |  |  |       |  |  |                                            |  |  |                                          |  |
|                                       | Ernesto Federico III di Sassonia-Hildburghausen | Ernesto Federico II di Sassonia-Hildburghausen         |                                                                       |  |  |       |  |  |                                            |  |  |                                          |  |
|                                       | Ernesto Federico III di Sassonia-Hildburghausen | Carolina di Erbach-Fürstenau                           |                                                                       |  |  |       |  |  |                                            |  |  |                                          |  |
| Federico di Sassonia-Altenburg        | Ernesto Federico III di Sassonia-Hildburghausen |                                                        |                                                                       |  |  |       |  |  |                                            |  |  |                                          |  |
|                                       |                                                 | Ernestina Augusta di Sassonia-Weimar                   | Ernesto Augusto I di Sassonia-Weimar                                  |  |  |       |  |  |                                            |  |  |                                          |  |
|                                       |                                                 | Ernestina Augusta di Sassonia-Weimar                   | Ernesto Augusto I di Sassonia-Weimar                                  |  |  |       |  |  |                                            |  |  |                                          |  |
|                                       |                                                 | Ernestina Augusta di Sassonia-Weimar                   | Sofia Carlotta di Brandeburgo-Bayreuth                                |  |  |       |  |  |                                            |  |  |                                          |  |
| Teresa di Sassonia-Hildburghausen     |                                                 | Ernestina Augusta di Sassonia-Weimar                   |                                                                       |  |  |       |  |  |                                            |  |  |                                          |  |
|                                       |                                                 | Carlo II di Meclemburgo-Strelitz                       | Carlo Ludovico Federico di Meclemburgo-Strelitz                       |  |  |       |  |  |                                            |  |  |                                          |  |
|                                       |                                                 | Carlo II di Meclemburgo-Strelitz                       | Carlo Ludovico Federico di Meclemburgo-Strelitz                       |  |  |       |  |  |                                            |  |  |                                          |  |
|                                       |                                                 | Carlo II di Meclemburgo-Strelitz                       | Elisabetta Albertina di Sassonia-Hildburghausen                       |  |  |       |  |  |                                            |  |  |                                          |  |
| Carlotta di Meclemburgo-Strelitz      |                                                 | Carlo II di Meclemburgo-Strelitz                       |                                                                       |  |  |       |  |  |                                            |  |  |                                          |  |
|                                       |                                                 | Federica Carolina Luisa d'Assia-Darmstadt              | Giorgio Guglielmo d'Assia-Darmstadt                                   |  |  |       |  |  |                                            |  |  |                                          |  |
|                                       |                                                 | Federica Carolina Luisa d'Assia-Darmstadt              | Giorgio Guglielmo d'Assia-Darmstadt                                   |  |  |       |  |  |                                            |  |  |                                          |  |
|                                       |                                                 | Federica Carolina Luisa d'Assia-Darmstadt              | Maria Luisa Albertina di Leiningen-Dagsburg-Falkenburg                |  |  |       |  |  |                                            |  |  |                                          |  |
|                                       |                                                 | Federica Carolina Luisa d'Assia-Darmstadt              |                                                                       |  |  |       |  |  |                                            |  |  |                                          |  |